# Euroleague Basketball 2017-2018
L'Eurolega di pallacanestro 2017-2018 (chiamata per l'8º anno Turkish Airlines Euroleague per motivi di sponsorizzazione) è la 18ª edizione del massimo campionato tra club europei organizzato da Euroleague Basketball. In totale si tratta della 61ª stagione della principale competizione Europea per club di pallacanestro. Le Final Four si tengono a Belgrado in Serbia, presso la Kombank Arena, dal 18 al 20 maggio 2018.

## Regolamento e formato
A questa edizione dell'Eurolega partecipano 16 squadre in un unico girone all'italiana con partite di andata e ritorno. Undici squadre partecipano in quanto possiedono la licenza A di durata quinquennale, le altre cinque sono le campioni di Germania e lega adriatica, le migliori piazzate in Spagna e VTB league escluse le compagini che hanno la licenza A, e la vincente dell'Eurocup. Le prime otto squadre andranno a giocare i playoff al meglio delle 5 gare per qualificarsi alle Final Four che si giocheranno a Belgrado.

## Squadre partecipanti
| Squadra                           | Licenza | Città      | Allenatore           | Capitano            | Stadio                         | Capacità     |
| --------------------------------- | ------- | ---------- | -------------------- | ------------------- | ------------------------------ | ------------ |
| Anadolu Efes Istanbul             | LC      | Istanbul   | Ergin Ataman         | Doğuş Balbay        | Sinan Erdem Dome               | 16.000       |
| AX Armani Exchange Olimpia Milano | LC      | Milano     | Simone Pianigiani    | Andrea Cinciarini   | Mediolanum Forum               | 12.700       |
| Baskonia Vitoria Gasteiz          | LC      | Vitoria    | Pedro Martínez       | Tornik'e Shengelia  | Fernando Buesa Arena           | 15.504       |
| Brose Bamberg                     | AC      | Bamberga   | Luca Banchi          | Elias Harris        | Brose Arena                    | 6.150        |
| Crvena Zvezda mts Belgrado        | AC      | Belgrado   | Dušan Alimpijević    | Branko Lazić        | Štark Arena Aleksandar Nikolić | 18.386 5.878 |
| CSKA Mosca                        | LC      | Mosca      | Dīmītrīs Itoudīs     | Viktor Chrjapa      | Megasport Arena                | 13.344       |
| FC Barcellona Lassa               | LC      | Barcellona | Svetislav Pešić      | Juan Carlos Navarro | Palau Blaugrana                | 7.585        |
| Fenerbahce Doğuş                  | LC      | Istanbul   | Željko Obradović     | Melih Mahmutoğlu    | Ülker Sports Arena             | 13.059       |
| Chimki                            | AC      | Chimki     | Giōrgos Mpartzōkas   | Sergej Monja        | Mytišči Arena                  | 7.280        |
| Maccabi FOX Tel Aviv              | LC      | Tel Aviv   | Neven Spahija        | John DiBartolomeo   | Menora Mivtachim Arena         | 10.383       |
| Olympiakos                        | LC      | Il Pireo   | Giannīs Sfairopoulos | Vasilīs Spanoulīs   | Peace and Friendship Stadium   | 11.640       |
| Panathinaikos Superfoods          | LC      | Atene      | Xavi Pascual         | Ian Vougioukas      | O.A.K.A. Olympic Indoor Hall   | 18.989       |
| Real Madrid                       | LC      | Madrid     | Pablo Laso           | Felipe Reyes        | WiZink Center                  | 15.000       |
| Unicaja Málaga                    | EC      | Malaga     | Joan Plaza           | Carlos Suárez       | Martín Carpena                 | 11.300       |
| Valencia Basket                   | AC      | Valencia   | Txus Vidorreta       | Rafael Martínez     | Font de San Lluís              | 8.500        |
| Zalgiris Kaunas                   | LC      | Kaunas     | Šarūnas Jasikevičius | Paulius Jankūnas    | Žalgirio Arena                 | 15.552       |

Note
LC: Qualificato attraverso il possesso della licenza.
AC: Qualificato attraverso un club associato. Le associazioni aderenti e i club che partecipano in Eurolega con una licenza annuale. Le licenze sono state assegnate ai club con la migliore posizione nel campionato nazionale nella stagione precedente.
EC: Campione della EuroCup.

## Cambi di allenatore
| Squadra          | Allenatore uscente | Motivo                  | Data             | Posto in classifica | Allenatore entrante | Data             |
| ---------------- | ------------------ | ----------------------- | ---------------- | ------------------- | ------------------- | ---------------- |
| Barcellona       | Giōrgos Mpartzōkas | Licenziato              | 7 giugno 2017    | Pre-season          | Sito Alonso         | 16 giugno 2017   |
| Saski Baskonia   | Sito Alonso        | Risoluzione consensuale | 16 giugno 2017   | Pre-season          | Pablo Prigioni      | 16 giugno 2017   |
| Valencia         | Pedro Martínez     | Fine del contratto      | 20 giugno 2017   | Pre-season          | Txus Vidorreta      | 20 giugno 2017   |
| Maccabi Tel Aviv | Ainārs Bagatskis   | Licenziato              | 16 maggio 2017   | Pre-season          | Neven Spahija       | 26 giugno 2017   |
| Olimpia Milano   | Jasmin Repeša      | Risoluzione consensuale | 3 giugno 2017    | Pre-season          | Simone Pianigiani   | 26 giugno 2017   |
| Chimki           | Duško Ivanović     | Licenziato              | 29 giugno 2017   | Pre-season          | Giōrgos Mpartzōkas  | 30 giugno 2017   |
| Stella Rossa     | Dejan Radonjić     | Fine del contratto      | 15 luglio 2017   | Pre-season          | Dušan Alimpijević   | 21 luglio 2017   |
| Saski Baskonia   | Pablo Prigioni     | Dimissioni              | 25 ottobre 2017  | 16° (0–3)           | Pedro Martínez      | 27 ottobre 2017  |
| Anadolu Efes     | Velimir Perasović  | Licenziato              | 16 dicembre 2017 | 15° (3–9)           | Ergin Ataman        | 18 dicembre 2017 |
| Barcellona       | Sito Alonso        | Licenziato              | 5 febbraio 2018  | 13° (7–14)          | Svetislav Pešić     | 9 febbraio 2018  |
| Bamberger        | Andrea Trinchieri  | Licenziato              | 19 febbraio 2018 | 13° (8–14)          | Īlias Kantzourīs    | 19 febbraio 2018 |
| Bamberger        | Īlias Kantzourīs   | Mutuo consenso          | 4 marzo 2018     | 13° (9–15)          | Luca Banchi         | 4 marzo 2018     |

## Regular season
La regular season è iniziata il 12 ottobre 2017 e si concluderà il 6 aprile 2018. Ogni squadra gioca contro le altre 15 avversarie disputando un girone di andata e di ritorno, per un totale complessivo di 30 partite. Alla fine delle 30 giornate, le prime 8 squadre in classifica si qualificheranno per la disputa dei playoff.

### Classifica
Aggiornata al 7 aprile 2018.
In colore verde le squadre in "zona" playoff.
Al fine della classifica i punti realizzati nei tempi supplementari non vengono conteggiati.
|     | Squadra          | Pt | G  | V  | P  | PF   | PS   | Diff. |
| --- | ---------------- | -- | -- | -- | -- | ---- | ---- | ----- |
| 1.  | CSKA Mosca       | 48 | 30 | 24 | 6  | 2675 | 2377 | 298   |
| 2.  | Fenerbahçe       | 42 | 30 | 21 | 9  | 2381 | 2208 | 173   |
| 3.  | Olympiakos       | 38 | 30 | 19 | 11 | 2268 | 2250 | 18    |
| 4.  | Panathīnaïkos    | 38 | 30 | 19 | 11 | 2334 | 2291 | 43    |
| 5.  | Real Madrid      | 38 | 30 | 19 | 11 | 2576 | 2375 | 201   |
| 6.  | Žalgiris Kaunas  | 36 | 30 | 18 | 12 | 2417 | 2389 | 28    |
| 7.  | Saski Baskonia   | 32 | 30 | 16 | 14 | 2487 | 2373 | 114   |
| 8.  | Chimki           | 32 | 30 | 16 | 14 | 2338 | 2352 | -14   |
| 9.  | Málaga           | 26 | 30 | 13 | 17 | 2347 | 2435 | -88   |
| 10. | Maccabi Tel Aviv | 26 | 30 | 13 | 17 | 2440 | 2530 | -90   |
| 11. | Valencia         | 24 | 30 | 12 | 18 | 2336 | 2420 | -84   |
| 12. | Bamberger        | 22 | 30 | 11 | 19 | 2309 | 2446 | -137  |
| 13. | Barcellona       | 22 | 30 | 11 | 19 | 2456 | 2404 | 52    |
| 14. | Stella Rossa     | 22 | 30 | 11 | 19 | 2333 | 2515 | -182  |
| 15. | Olimpia Milano   | 20 | 30 | 10 | 20 | 2407 | 2530 | -123  |
| 16. | Anadolu Efes     | 14 | 30 | 7  | 23 | 2321 | 2530 | -209  |

### Risultati
Aggiornati al 7 aprile 2018.
| Risultati                  | EFS    | AXM    | BKN   | BRO    | CZV    | CSK    | FCB    | FBD   | KHI   | MTA     | OLY   | PAO   | RMB    | UNI    | VBC    | ZAL   |
| -------------------------- | ------ | ------ | ----- | ------ | ------ | ------ | ------ | ----- | ----- | ------- | ----- | ----- | ------ | ------ | ------ | ----- |
| Anadolu Efes Istanbul      |        | 73–68  | 81–82 | 69–58  | 104–95 | 80–98  | 83–107 | 84–89 | 73–85 | 81–94   | 58–61 | 81–82 | 74–88  | 74–79  | 82–66  | 70–86 |
| AX Armani Exchange Olimpia | 77–64  |        | 92–85 | 71–62  | 88–91  | 81–107 | 78–74  | 86–92 | 71–77 | 102–111 | 85–86 | 95–96 | 77–88  | 101–87 | 89–93  | 62–94 |
| Baskonia Vitoria Gasteiz   | 79–81  | 82–83  |       | 103–79 | 103–84 | 81–90  | 85–82  | 69–83 | 87–77 | 83–72   | 86–54 | 85–84 | 105–75 | 88–82  | 63–80  | 84–64 |
| Brose Bamberg              | 88–79  | 78–83  | 78–72 |        | 86–62  | 76–92  | 84–81  | 57–80 | 70–74 | 71–88   | 67–65 | 95–74 | 66–81  | 93–88  | 83–82  | 93–86 |
| Crvena Zvezda mts Belgrado | 100–81 | 100–89 | 81–85 | 69–75  |        | 59–85  | 90–82  | 63–80 | 70–79 | 87–84   | 89–78 | 63–69 | 79–82  | 80–76  | 106–90 | 77–65 |
| CSKA Mosca                 | 110–79 | 93–84  | 93–86 | 81–72  | 92–81  |        | 92–78  | 93–95 | 79–68 | 101–86  | 89–81 | 81–63 | 93–87  | 101–76 | 94–67  | 94–91 |
| FC Barcelona Lassa         | 85–89  | 81–83  | 73–86 | 81–66  | 88–54  | 85–72  |        | 68–83 | 86–82 | 89–67   | 73–51 | 98–71 | 74–101 | 83–90  | 89–71  | 75–81 |
| Fenerbahçe Doğuş           | 81–70  | 89–70  | 79–74 | 77–69  | 82–56  | 79–81  | 86–82  |       | 71–67 | 87–73   | 83–90 | 67–62 | 77–79  | 91–99  | 79–66  | 89–90 |
| Chimki                     | 86–68  | 77–86  | 91–90 | 82–73  | 85–78  | 73–90  | 65–79  | 64–73 |       | 69–77   | 82–54 | 78–61 | 78–95  | 68–66  | 75–70  | 85–77 |
| Maccabi FOX Tel Aviv       | 72–92  | 79–68  | 74–68 | 90–88  | 89–75  | 73–93  | 94–82  | 82–73 | 91–94 |         | 68–69 | 75–76 | 90–83  | 78–89  | 94–91  | 81–74 |
| Olympiakos                 | 89–82  | 87–80  | 75–64 | 87–79  | 85–59  | 88–86  | 63–90  | 95–70 | 92–75 | 94–64   |       | 62–70 | 92–83  | 80–75  | 80–70  | 85–86 |
| Panathīnaïkos Superfoods   | 90–79  | 80–72  | 80–76 | 93–83  | 91–71  | 70–75  | 84–75  | 70–68 | 93–65 | 89–76   | 85–87 |       | 82–80  | 82–71  | 75–56  | 94–93 |
| Real Madrid                | 87–68  | 100–90 | 75–73 | 106–86 | 83–87  | 82–69  | 87–75  | 83–86 | 80–86 | 93–81   | 79–80 | 92–75 |        | 89–57  | 91–72  | 88–81 |
| Unicaja Málaga             | 81–68  | 74–71  | 83–85 | 76–80  | 79–65  | 80–89  | 95–91  | 68–67 | 93–84 | 83–69   | 87–85 | 79–90 | 80–75  |        | 83–85  | 83–85 |
| Valencia Basket            | 78–71  | 98–103 | 71–81 | 86–70  | 82–86  | 103–99 | 81–76  | 67–80 | 85–83 | 87–84   | 64–72 | 67–63 | 96–88  | 91–53  |        | 63–71 |
| Žalgiris Kaunas            | 91–83  | 77–65  | 77–97 | 88–84  | 78–76  | 85–73  | 90–74  | 78–85 | 74–84 | 99–84   | 74–68 | 80–74 | 66–87  | 79–77  | 86–82  |       |

### Calendario
Aggiornato al 7 aprile 2018. Referti delle partite tratti da http://www.euroleague.net/

Tutti gli orari fanno riferimento al fuso orario CET (UTC+1)

#### Girone di andata
| 1ª giornata     |         |                  |              |       |
| Locali          | R       | Ospiti           | Data         | Ora   |
| Anadolu Efes    | 74 - 88 | Real Madrid      | 12 ott. 2017 | 19:00 |
| CSKA Mosca      | 93 - 84 | Olimpia Milano   | 12 ott. 2017 | 19:00 |
| Bamberger       | 71 - 88 | Maccabi Tel Aviv | 12 ott. 2017 | 20:00 |
| Olympiakos      | 75 - 64 | Saski Baskonia   | 12 ott. 2017 | 20:00 |
| Málaga          | 68 - 67 | Fenerbahçe       | 12 ott. 2017 | 21:00 |
| Chimki          | 75 - 70 | Valencia         | 13 ott. 2017 | 19:00 |
| Žalgiris Kaunas | 78 - 76 | Stella Rossa     | 13 ott. 2017 | 19:00 |
| Barcellona      | 98 - 71 | Panathīnaïkos    | 13 ott. 2017 | 21:00 |

| 2ª giornata      |               |                 |              |       |
| Locali           | R             | Ospiti          | Data         | Ora   |
| Maccabi Tel Aviv | 74 - 68       | Saski Baskonia  | 19 ott. 2017 | 20:05 |
| Panathīnaïkos    | 93 - 83       | Bamberger       | 19 ott. 2017 | 20:15 |
| Olimpia Milano   | 86 - 92 (dts) | Fenerbahçe      | 19 ott. 2017 | 20:45 |
| Real Madrid      | 82 - 69       | CSKA Mosca      | 19 ott. 2017 | 21:00 |
| Chimki           | 85 - 77       | Žalgiris Kaunas | 20 ott. 2017 | 19:00 |
| Stella Rossa     | 90 - 82       | Barcellona      | 20 ott. 2017 | 19:00 |
| Olympiakos       | 80 - 75       | Málaga          | 20 ott. 2017 | 20:00 |
| Valencia         | 78 - 71       | Anadolu Efes    | 20 ott. 2017 | 21:00 |

| 3ª giornata      |          |                 |              |       |
| Locali           | R        | Ospiti          | Data         | Ora   |
| Chimki           | 85 - 78  | Stella Rossa    | 24 ott. 2017 | 19:00 |
| Maccabi Tel Aviv | 68 - 69  | Olympiakos      | 24 ott. 2017 | 20:05 |
| Barcellona       | 75 - 81  | Žalgiris Kaunas | 24 ott. 2017 | 21:00 |
| Real Madrid      | 100 - 90 | Olimpia Milano  | 24 ott. 2017 | 21:00 |
| CSKA Mosca       | 81 - 63  | Panathīnaïkos   | 25 ott. 2017 | 19:00 |
| Fenerbahçe       | 81 - 70  | Anadolu Efes    | 25 ott. 2017 | 19:45 |
| Saski Baskonia   | 63 - 80  | Valencia        | 25 ott. 2017 | 20:30 |
| Málaga           | 76 - 80  | Bamberger       | 25 ott. 2017 | 21:00 |

| 4ª giornata     |         |                  |              |       |
| Locali          | R       | Ospiti           | Data         | Ora   |
| Stella Rossa    | 87 - 84 | Maccabi Tel Aviv | 26 ott. 2017 | 19:00 |
| Žalgiris Kaunas | 66 - 87 | Real Madrid      | 26 ott. 2017 | 19:00 |
| Olympiakos      | 92 - 75 | Chimki           | 26 ott. 2017 | 20:15 |
| Olimpia Milano  | 78 - 74 | Barcellona       | 26 ott. 2017 | 21:00 |
| Anadolu Efes    | 80 - 98 | CSKA Mosca       | 27 ott. 2017 | 18:45 |
| Bamberger       | 78 - 72 | Saski Baskonia   | 27 ott. 2017 | 20:00 |
| Panathīnaïkos   | 70 - 68 | Fenerbahçe       | 27 ott. 2017 | 20:30 |
| Valencia        | 91 - 53 | Málaga           | 27 ott. 2017 | 21:00 |

| 5ª giornata      |         |                 |             |       |
| Locali           | R       | Ospiti          | Data        | Ora   |
| Stella Rossa     | 69 - 75 | Bamberger       | 2 nov. 2017 | 18:00 |
| Fenerbahçe       | 79 - 66 | Valencia        | 2 nov. 2017 | 18:45 |
| Saski Baskonia   | 85 - 84 | Panathīnaïkos   | 2 nov. 2017 | 20:00 |
| Maccabi Tel Aviv | 79 - 68 | Olimpia Milano  | 2 nov. 2017 | 20:05 |
| Real Madrid      | 80 - 86 | Chimki          | 2 nov. 2017 | 21:00 |
| CSKA Mosca       | 94 - 91 | Žalgiris Kaunas | 3 nov. 2017 | 18:00 |
| Anadolu Efes     | 74 - 79 | Málaga          | 3 nov. 2017 | 18:30 |
| Barcellona       | 73 - 51 | Olympiakos      | 3 nov. 2017 | 21:00 |

| 6ª giornata      |         |                 |              |       |
| Locali           | R       | Ospiti          | Data         | Ora   |
| CSKA Mosca       | 94 - 67 | Valencia        | 9 nov. 2017  | 18:00 |
| Maccabi Tel Aviv | 90 - 83 | Real Madrid     | 9 nov. 2017  | 20:05 |
| Olimpia Milano   | 62 - 94 | Žalgiris Kaunas | 9 nov. 2017  | 20:45 |
| Barcellona       | 85 - 89 | Anadolu Efes    | 9 nov. 2017  | 21:00 |
| Chimki           | 91 - 90 | Saski Baskonia  | 10 nov. 2017 | 18:00 |
| Bamberger        | 57 - 80 | Fenerbahçe      | 10 nov. 2017 | 20:00 |
| Olympiakos       | 62 - 70 | Panathīnaïkos   | 10 nov. 2017 | 20:00 |
| Málaga           | 79 - 65 | Stella Rossa    | 10 nov. 2017 | 20:45 |

| 7ª giornata      |                 |                 |              |       |
| Locali           | R               | Ospiti          | Data         | Ora   |
| Maccabi Tel Aviv | 72 - 92         | Anadolu Efes    | 14 nov. 2017 | 20:05 |
| Panathīnaïkos    | 93 - 65         | Chimki          | 14 nov. 2017 | 20:15 |
| Saski Baskonia   | 105 - 75        | Real Madrid     | 14 nov. 2017 | 20:30 |
| Málaga           | 83 - 85 (dts)   | Žalgiris Kaunas | 14 nov. 2017 | 20:45 |
| Fenerbahçe       | 83 - 90 (dts)   | Olympiakos      | 15 nov. 2017 | 18:45 |
| Stella Rossa     | 59 - 85         | CSKA Mosca      | 15 nov. 2017 | 19:00 |
| Bamberger        | 84 - 81         | Barcellona      | 15 nov. 2017 | 20:00 |
| Valencia         | 98 - 103 (2dts) | Olimpia Milano  | 15 nov. 2017 | 20:45 |

| 8ª giornata     |               |                  |              |       |
| Locali          | R             | Ospiti           | Data         | Ora   |
| Chimki          | 69 - 77       | Maccabi Tel Aviv | 16 nov. 2017 | 18:00 |
| Anadolu Efes    | 81 - 82       | Panathīnaïkos    | 16 nov. 2017 | 18:30 |
| Žalgiris Kaunas | 77 - 97       | Saski Baskonia   | 16 nov. 2017 | 19:00 |
| Real Madrid     | 89 - 57       | Málaga           | 16 nov. 2017 | 21:00 |
| CSKA Mosca      | 93 - 95 (dts) | Fenerbahçe       | 17 nov. 2017 | 18:00 |
| Olympiakos      | 85 - 59       | Stella Rossa     | 17 nov. 2017 | 20:00 |
| Olimpia Milano  | 71 - 62       | Bamberger        | 17 nov. 2017 | 20:45 |
| Barcellona      | 89 - 71       | Valencia         | 17 nov. 2017 | 21:00 |

| 9ª giornata     |         |                  |              |       |
| Locali          | R       | Ospiti           | Data         | Ora   |
| Žalgiris Kaunas | 91 - 83 | Anadolu Efes     | 23 nov. 2017 | 19:00 |
| Bamberger       | 83 - 82 | Valencia         | 23 nov. 2017 | 20:00 |
| Olimpia Milano  | 85 - 86 | Olympiakos       | 23 nov. 2017 | 20:45 |
| Barcellona      | 89 - 67 | Maccabi Tel Aviv | 23 nov. 2017 | 21:00 |
| Stella Rossa    | 81 - 85 | Saski Baskonia   | 23 nov. 2017 | 21:00 |
| Fenerbahçe      | 71 - 67 | Chimki           | 24 nov. 2017 | 18:45 |
| Panathīnaïkos   | 82 - 80 | Real Madrid      | 24 nov. 2017 | 20:00 |
| Málaga          | 80 - 89 | CSKA Mosca       | 24 nov. 2017 | 20:45 |

| 10ª giornata     |         |                 |              |       |
| Locali           | R       | Ospiti          | Data         | Ora   |
| Chimki           | 82 - 73 | Bamberger       | 30 nov. 2017 | 18:00 |
| Anadolu Efes     | 73 - 68 | Olimpia Milano  | 30 nov. 2017 | 18:30 |
| Maccabi Tel Aviv | 81 - 74 | Žalgiris Kaunas | 30 nov. 2017 | 20:05 |
| Saski Baskonia   | 69 - 83 | Fenerbahçe      | 30 nov. 2017 | 20:30 |
| Valencia         | 64 - 72 | Olympiakos      | 30 nov. 2017 | 20:30 |
| CSKA Mosca       | 92 - 78 | Barcellona      | 1 dic. 2017  | 18:00 |
| Panathīnaïkos    | 82 - 71 | Málaga          | 1 dic. 2017  | 20:00 |
| Real Madrid      | 83 - 87 | Stella Rossa    | 1 dic. 2017  | 21:00 |

| 11ª giornata     |               |               |             |       |
| Locali           | R             | Ospiti        | Data        | Ora   |
| Žalgiris Kaunas  | 80 - 74       | Panathīnaïkos | 7 dic. 2017 | 19:00 |
| Bamberger        | 76 - 92       | CSKA Mosca    | 7 dic. 2017 | 20:00 |
| Maccabi Tel Aviv | 94 - 91       | Valencia      | 7 dic. 2017 | 20:05 |
| Saski Baskonia   | 88 - 82       | Málaga        | 7 dic. 2017 | 20:30 |
| Olimpia Milano   | 71 - 77       | Chimki        | 7 dic. 2017 | 20:45 |
| Stella Rossa     | 100 - 81      | Anadolu Efes  | 8 dic. 2017 | 19:00 |
| Olympiakos       | 92 - 83 (dts) | Real Madrid   | 8 dic. 2017 | 20:00 |
| Barcellona       | 68 - 83       | Fenerbahçe    | 8 dic. 2017 | 21:00 |

| 12ª giornata  |          |                  |              |       |
| Locali        | R        | Ospiti           | Data         | Ora   |
| Fenerbahçe    | 89 - 90  | Žalgiris Kaunas  | 14 dic. 2017 | 18:45 |
| Bamberger     | 67 - 65  | Olympiakos       | 14 dic. 2017 | 20:00 |
| Málaga        | 93 - 84  | Chimki           | 14 dic. 2017 | 20:00 |
| Real Madrid   | 87 - 75  | Barcellona       | 14 dic. 2017 | 20:45 |
| CSKA Mosca    | 101 - 86 | Maccabi Tel Aviv | 15 dic. 2017 | 18:30 |
| Anadolu Efes  | 81 - 82  | Saski Baskonia   | 15 dic. 2017 | 18:30 |
| Panathīnaïkos | 80 - 72  | Olimpia Milano   | 15 dic. 2017 | 20:15 |
| Valencia      | 82 - 86  | Stella Rossa     | 15 dic. 2017 | 20:30 |

| 13ª giornata    |         |                  |              |       |
| Locali          | R       | Ospiti           | Data         | Ora   |
| Fenerbahçe      | 82 - 56 | Stella Rossa     | 19 dic. 2017 | 18:45 |
| Žalgiris Kaunas | 88 - 84 | Bamberger        | 19 dic. 2017 | 19:00 |
| Panathīnaïkos   | 89 - 76 | Maccabi Tel Aviv | 19 dic. 2017 | 20:15 |
| Real Madrid     | 91 - 72 | Valencia         | 19 dic. 2017 | 20:45 |
| Chimki          | 86 - 68 | Anadolu Efes     | 20 dic. 2017 | 18:00 |
| Olympiakos      | 88 - 86 | CSKA Mosca       | 20 dic. 2017 | 20:00 |
| Olimpia Milano  | 92 - 85 | Saski Baskonia   | 20 dic. 2017 | 20:45 |
| Barcellona      | 83 - 90 | Málaga           | 20 dic. 2017 | 21:00 |

| 14ª giornata     |         |                 |              |       |
| Locali           | R       | Ospiti          | Data         | Ora   |
| Stella Rossa     | 63 - 69 | Panathīnaïkos   | 21 dic. 2017 | 19:00 |
| Bamberger        | 66 - 81 | Real Madrid     | 21 dic. 2017 | 20:00 |
| Maccabi Tel Aviv | 82 - 73 | Fenerbahçe      | 21 dic. 2017 | 20:05 |
| Valencia         | 63 - 71 | Žalgiris Kaunas | 21 dic. 2017 | 20:45 |
| CSKA Mosca       | 79 - 68 | Chimki          | 22 dic. 2017 | 18:00 |
| Anadolu Efes     | 58 - 61 | Olympiakos      | 22 dic. 2017 | 18:30 |
| Saski Baskonia   | 85 - 82 | Barcellona      | 22 dic. 2017 | 20:30 |
| Málaga           | 74 - 71 | Olimpia Milano  | 22 dic. 2017 | 20:45 |

| 15ª giornata     |         |               |              |       |
| Locali           | R       | Ospiti        | Data         | Ora   |
| Fenerbahçe       | 77 - 79 | Real Madrid   | 28 dic. 2017 | 18:45 |
| Žalgiris Kaunas  | 74 - 68 | Olympiakos    | 28 dic. 2017 | 19:00 |
| Maccabi Tel Aviv | 78 - 89 | Málaga        | 28 dic. 2017 | 20:05 |
| Valencia         | 67 - 63 | Panathīnaïkos | 28 dic. 2017 | 21:00 |
| Chimki           | 65 - 79 | Barcellona    | 29 dic. 2017 | 18:00 |
| Anadolu Efes     | 69 - 58 | Bamberger     | 29 dic. 2017 | 18:30 |
| Saski Baskonia   | 81 - 90 | CSKA Mosca    | 29 dic. 2017 | 20:30 |
| Olimpia Milano   | 88 - 91 | Stella Rossa  | 29 dic. 2017 | 20:45 |

#### Girone di ritorno
| 16ª giornata  |         |                  |             |       |
| Locali        | R       | Ospiti           | Data        | Ora   |
| Panathīnaïkos | 90 - 79 | Anadolu Efes     | 4 gen. 2018 | 20:15 |
| Málaga        | 83 - 85 | Valencia         | 4 gen. 2018 | 20:45 |
| Barcellona    | 85 - 72 | CSKA Mosca       | 4 gen. 2018 | 21:00 |
| Fenerbahçe    | 79 - 74 | Saski Baskonia   | 5 gen. 2018 | 18:45 |
| Stella Rossa  | 77 - 65 | Žalgiris Kaunas  | 5 gen. 2018 | 19:00 |
| Bamberger     | 70 - 74 | Chimki           | 5 gen. 2018 | 20:00 |
| Olympiakos    | 87 - 80 | Olimpia Milano   | 5 gen. 2018 | 20:00 |
| Real Madrid   | 93 - 81 | Maccabi Tel Aviv | 5 gen. 2018 | 20:45 |

| 17ª giornata     |          |              |              |       |
| Locali           | R        | Ospiti       | Data         | Ora   |
| Panathīnaïkos    | 84 - 75  | Barcellona   | 11 gen. 2018 | 20:00 |
| Maccabi Tel Aviv | 90 - 88  | Bamberger    | 11 gen. 2018 | 20:05 |
| Olimpia Milano   | 81 -107  | CSKA Mosca   | 11 gen. 2018 | 20:45 |
| Valencia         | 67 - 80  | Fenerbahçe   | 11 gen. 2018 | 20:45 |
| Chimki           | 78 - 95  | Real Madrid  | 12 gen. 2018 | 18:00 |
| Anadolu Efes     | 104 - 95 | Stella Rossa | 12 gen. 2018 | 18:30 |
| Žalgiris Kaunas  | 79 - 77  | Málaga       | 12 gen. 2018 | 19:00 |
| Saski Baskonia   | 86 - 54  | Olympiakos   | 12 gen. 2018 | 20:30 |

| 18ª giornata   |          |                  |              |       |
| Locali         | R        | Ospiti           | Data         | Ora   |
| Stella Rossa   | 70 - 79  | Chimki           | 16 gen. 2018 | 19:00 |
| Bamberger      | 93 - 86  | Žalgiris Kaunas  | 16 gen. 2018 | 20:00 |
| Olympiakos     | 94 - 64  | Maccabi Tel Aviv | 16 gen. 2018 | 20:00 |
| Valencia       | 81 - 76  | Barcellona       | 16 gen. 2018 | 20:30 |
| CSKA Mosca     | 110 - 79 | Anadolu Efes     | 17 gen. 2018 | 18:00 |
| Fenerbahçe     | 67 - 62  | Panathīnaïkos    | 17 gen. 2018 | 18:45 |
| Real Madrid    | 75 - 73  | Saski Baskonia   | 17 gen. 2018 | 20:45 |
| Olimpia Milano | 101 - 87 | Málaga           | 17 gen. 2018 | 20:45 |

| 19ª giornata     |         |                |              |       |
| Locali           | R       | Ospiti         | Data         | Ora   |
| Chimki           | 82 - 54 | Olympiakos     | 18 gen. 2018 | 18:00 |
| Žalgiris Kaunas  | 86 - 82 | Valencia       | 18 gen. 2018 | 19:00 |
| Maccabi Tel Aviv | 89 - 75 | Stella Rossa   | 18 gen. 2018 | 20:05 |
| Barcellona       | 81 - 66 | Bamberger      | 18 gen. 2018 | 21:00 |
| Anadolu Efes     | 84 - 89 | Fenerbahçe     | 19 gen. 2018 | 18:30 |
| Panathīnaïkos    | 70 - 75 | CSKA Mosca     | 19 gen. 2018 | 20:15 |
| Saski Baskonia   | 82 - 83 | Olimpia Milano | 19 gen. 2018 | 20:30 |
| Málaga           | 80 - 75 | Real Madrid    | 19 gen. 2018 | 20:45 |

| 20ª giornata   |               |                  |              |       |
| Locali         | R             | Ospiti           | Data         | Ora   |
| Panathīnaïkos  | 94 - 93 (dts) | Žalgiris Kaunas  | 25 gen. 2018 | 20:05 |
| Real Madrid    | 87 - 68       | Anadolu Efes     | 25 gen. 2018 | 20:45 |
| Málaga         | 83 - 85       | Saski Baskonia   | 25 gen. 2018 | 20:45 |
| CSKA Mosca     | 81 - 72       | Bamberger        | 26 gen. 2018 | 18:00 |
| Fenerbahçe     | 86 - 82       | Barcellona       | 26 gen. 2018 | 18:45 |
| Stella Rossa   | 89 - 78       | Olympiakos       | 26 gen. 2018 | 19:00 |
| Valencia       | 85 - 83       | Chimki           | 26 gen. 2018 | 20:30 |
| Olimpia Milano | 102 - 111     | Maccabi Tel Aviv | 26 gen. 2018 | 20:45 |

| 21ª giornata    |          |                  |             |       |
| Locali          | R        | Ospiti           | Data        | Ora   |
| CSKA Mosca      | 93 - 87  | Real Madrid      | 1 feb. 2018 | 18:00 |
| Anadolu Efes    | 82 - 66  | Valencia         | 1 feb. 2018 | 18:00 |
| Barcellona      | 81 - 83  | Olimpia Milano   | 1 feb. 2018 | 19:00 |
| Žalgiris Kaunas | 99 - 84  | Maccabi Tel Aviv | 1 feb. 2018 | 19:00 |
| Olympiakos      | 95 - 70  | Fenerbahçe       | 1 feb. 2018 | 20:00 |
| Chimki          | 68 - 66  | Málaga           | 2 feb. 2018 | 18:00 |
| Bamberger       | 95 - 74  | Panathīnaïkos    | 2 feb. 2018 | 20:00 |
| Saski Baskonia  | 103 - 84 | Stella Rossa     | 2 feb. 2018 | 20:30 |

| 22ª giornata     |          |                |             |       |
| Locali           | R        | Ospiti         | Data        | Ora   |
| Maccabi Tel Aviv | 94 - 82  | Barcellona     | 8 feb. 2018 | 20:05 |
| Panathīnaïkos    | 80 - 76  | Saski Baskonia | 8 feb. 2018 | 20:15 |
| Valencia         | 103 - 99 | CSKA Mosca     | 8 feb. 2018 | 20:30 |
| Málaga           | 79 - 68  | Anadolu Efes   | 8 feb. 2018 | 20:45 |
| Fenerbahçe       | 77 - 69  | Bamberger      | 9 feb. 2018 | 18:45 |
| Stella Rossa     | 100 - 89 | Olimpia Milano | 9 feb. 2018 | 19:00 |
| Žalgiris Kaunas  | 74 - 84  | Chimki         | 9 feb. 2018 | 19:00 |
| Real Madrid      | 79 - 80  | Olympiakos     | 9 feb. 2018 | 20:45 |

| 23ª giornata |          |                  |              |       |
| Locali       | R        | Ospiti           | Data         | Ora   |
| CSKA Mosca   | 93 - 86  | Saski Baskonia   | 22 feb. 2018 | 18:00 |
| Fenerbahçe   | 89 - 70  | Olimpia Milano   | 22 feb. 2018 | 18:45 |
| Olympiakos   | 80 - 70  | Valencia         | 22 feb. 2018 | 20:00 |
| Málaga       | 83 - 69  | Maccabi Tel Aviv | 22 feb. 2018 | 20:45 |
| Chimki       | 78 - 61  | Panathīnaïkos    | 23 feb. 2018 | 18:00 |
| Anadolu Efes | 70 - 86  | Žalgiris Kaunas  | 23 feb. 2018 | 18:30 |
| Bamberger    | 86 - 62  | Stella Rossa     | 23 feb. 2018 | 20:45 |
| Barcellona   | 74 - 101 | Real Madrid      | 23 feb. 2018 | 21:00 |

| 24ª giornata     |               |              |             |       |
| Locali           | R             | Ospiti       | Data        | Ora   |
| Žalgiris Kaunas  | 90 - 74       | Barcellona   | 1 mar. 2018 | 19:00 |
| Maccabi Tel Aviv | 73 - 93       | CSKA Mosca   | 1 mar. 2018 | 20:05 |
| Valencia         | 86 - 70       | Bamberger    | 1 mar. 2018 | 20:30 |
| Olimpia Milano   | 77 - 64       | Anadolu Efes | 1 mar. 2018 | 20:45 |
| Saski Baskonia   | 87 - 77       | Chimki       | 1 mar. 2018 | 21:00 |
| Stella Rossa     | 80 - 76       | Málaga       | 2 mar. 2018 | 19:00 |
| Panathīnaïkos    | 85 - 87 (dts) | Olympiakos   | 2 mar. 2018 | 20:15 |
| Real Madrid      | 83 - 86       | Fenerbahçe   | 2 mar. 2018 | 21:00 |

| 25ª giornata    |          |                  |             |       |
| Locali          | R        | Ospiti           | Data        | Ora   |
| Chimki          | 77 - 86  | Olimpia Milano   | 8 mar. 2018 | 18:00 |
| Anadolu Efes    | 81 - 94  | Maccabi Tel Aviv | 8 mar. 2018 | 18:30 |
| Valencia        | 71 - 81  | Saski Baskonia   | 8 mar. 2018 | 20:30 |
| Real Madrid     | 92 - 75  | Panathīnaïkos    | 8 mar. 2018 | 21:00 |
| CSKA Mosca      | 101 - 76 | Málaga           | 9 mar. 2018 | 18:00 |
| Žalgiris Kaunas | 78 - 85  | Fenerbahçe       | 9 mar. 2018 | 19:00 |
| Olympiakos      | 87 - 79  | Bamberger        | 9 mar. 2018 | 20:00 |
| Barcellona      | 88 - 54  | Stella Rossa     | 9 mar. 2018 | 21:00 |

| 26ª giornata     |          |                 |              |       |
| Locali           | R        | Ospiti          | Data         | Ora   |
| Olimpia Milano   | 77 - 88  | Real Madrid     | 13 mar. 2018 | 20:45 |
| Stella Rossa     | 106 - 90 | Valencia        | 15 mar 2018  | 18:45 |
| Bamberger        | 88 - 79  | Anadolu Efes    | 15 mar 2018  | 20:00 |
| Olympiakos       | 63 - 90  | Barcellona      | 15 mar 2018  | 20:00 |
| Maccabi Tel Aviv | 91 - 94  | Chimki          | 15 mar 2018  | 20:05 |
| Saski Baskonia   | 84 - 64  | Žalgiris Kaunas | 15 mar 2018  | 20:45 |
| Fenerbahçe       | 79 - 81  | CSKA Mosca      | 16 mar. 2018 | 18:45 |
| Málaga           | 79 - 90  | Panathīnaïkos   | 16 mar. 2018 | 21:00 |

| 27ª giornata    |          |                  |              |       |
| Locali          | R        | Ospiti           | Data         | Ora   |
| Fenerbahçe      | 87 - 73  | Maccabi Tel Aviv | 20 mar. 2018 | 18:45 |
| Žalgiris Kaunas | 77 - 65  | Olimpia Milano   | 20 mar. 2018 | 19:00 |
| Panathīnaïkos   | 91 - 71  | Stella Rossa     | 20 mar. 2018 | 20:15 |
| Valencia        | 96 - 88  | Real Madrid      | 20 mar. 2018 | 20:30 |
| CSKA Mosca      | 89 - 81  | Olympiakos       | 21 mar. 2018 | 18:00 |
| Anadolu Efes    | 73 - 85  | Chimki           | 21 mar. 2018 | 18:45 |
| Saski Baskonia  | 103 - 79 | Bamberger        | 21 mar. 2018 | 20:30 |
| Málaga          | 95 - 91  | Barcellona       | 21 mar. 2018 | 20:45 |

| 28ª giornata     |         |                 |              |       |
| Locali           | R       | Ospiti          | Data         | Ora   |
| Stella Rossa     | 63 - 80 | Fenerbahçe      | 22 mar. 2018 | 19:00 |
| Maccabi Tel Aviv | 75 - 76 | Panathīnaïkos   | 22 mar. 2018 | 20:05 |
| Real Madrid      | 88 - 81 | Žalgiris Kaunas | 22 mar. 2018 | 20:45 |
| Olimpia Milano   | 89 - 93 | Valencia        | 22 mar. 2018 | 20:45 |
| Chimki           | 73 - 90 | CSKA Mosca      | 23 mar. 2018 | 18:00 |
| Bamberger        | 93 - 88 | Málaga          | 23 mar. 2018 | 19:00 |
| Olympiakos       | 89 - 82 | Anadolu Efes    | 23 mar. 2018 | 20:00 |
| Barcellona       | 73 - 86 | Saski Baskonia  | 23 mar. 2018 | 21:00 |

| 29ª giornata    |               |                  |              |       |
| Locali          | R             | Ospiti           | Data         | Ora   |
| Chimki          | 64 - 73       | Fenerbahçe       | 29 mar. 2018 | 17:45 |
| Anadolu Efes    | 83 - 107      | Barcellona       | 29 mar. 2018 | 19:45 |
| Bamberger       | 78 - 83       | Olimpia Milano   | 29 mar. 2018 | 20:00 |
| Saski Baskonia  | 83 - 72       | Maccabi Tel Aviv | 29 mar. 2018 | 21:00 |
| Málaga          | 87 - 85 (dts) | Olympiakos       | 30 mar. 2018 | 18:00 |
| Stella Rossa    | 79 - 82       | Real Madrid      | 30 mar. 2018 | 19:00 |
| Žalgiris Kaunas | 85 - 73       | CSKA Mosca       | 30 mar. 2018 | 19:00 |
| Panathīnaïkos   | 75 - 56       | Valencia         | 30 mar. 2018 | 20:15 |

| 30ª giornata   |               |                  |             |       |
| Locali         | R             | Ospiti           | Data        | Ora   |
| CSKA Mosca     | 92 - 81       | Stella Rossa     | 5 apr. 2018 | 19:00 |
| Fenerbahçe     | 91 - 99 (dts) | Málaga           | 5 apr. 2018 | 19:15 |
| Olimpia Milano | 95 - 96 (dts) | Panathīnaïkos    | 5 apr. 2018 | 20:45 |
| Barcellona     | 86 - 82       | Chimki           | 5 apr. 2018 | 21:00 |
| Saski Baskonia | 79 - 81       | Anadolu Efes     | 5 apr. 2018 | 21:00 |
| Olympiakos     | 85 - 86 (dts) | Žalgiris Kaunas  | 6 apr. 2018 | 18:00 |
| Valencia       | 87 - 84       | Maccabi Tel Aviv | 6 apr. 2018 | 20:30 |
| Real Madrid    | 106 - 86      | Bamberger        | 6 apr. 2018 | 21:00 |

## Statistiche regular season
Statistiche aggiornate al termine della 30ª giornata di regular season.

### Statistiche di squadra
| Stat. | Squadra          | #      |
| ----- | ---------------- | ------ |
| PTS   | CSKA Mosca       | 89.50  |
| TRB   | Maccabi Tel Aviv | 36.50  |
| ORB   | Málaga           | 12.83  |
| DRB   | Olympiakos       | 25.77  |
| AST   | Barcellona       | 20.50  |
| STL   | CSKA Mosca       | 7.67   |
| BLK   | Maccabi Tel Aviv | 3.63   |
| TOV   | Žalgiris Kaunas  | 13.40  |
| PFD   | Olympiakos       | 22.27  |
| PFC   | Žalgiris Kaunas  | 23.60  |
| 2P%   | CSKA Mosca       | 56.41% |
| 3P%   | CSKA Mosca       | 42.74% |
| FT%   | Valencia         | 82.79% |

Fonte: (EN) Statistics, su euroleague.net, Euroleague.

### Statistiche individuali
| Stat. | Nome             | Squadra       | #      |
| ----- | ---------------- | ------------- | ------ |
| PTS   | Aleksej Šved     | Chimki        | 21.43  |
| TRB   | James Augustine  | Málaga        | 6.69   |
| ORB   | James Augustine  | Málaga        | 3.00   |
| DRB   | James Singleton  | Panathīnaïkos | 4.80   |
| AST   | Nick Calathes    | Panathīnaïkos | 8.15   |
| STL   | Nick Calathes    | Panathīnaïkos | 1.78   |
| BLK   | Bryant Dunston   | Anadolu Efes  | 1.73   |
| TOV   | Aleksej Šved     | Chimki        | 3.03   |
| 2P%   | Ahmet Düverioğlu | Fenerbahçe    | 67.50% |
| 3P%   | James Nunnally   | Fenerbahçe    | 59.46% |
| FT%   | Pau Ribas        | Barcellona    | 100%   |

Fonte: (EN) Statistics, su euroleague.net, Euroleague.

## Play-off
Le serie sono al meglio delle 5 partite, secondo il formato 2-2-1: ovvero le gare 1, 2 e 5 si giocano in casa delle teste di serie (prime quattro classificate della stagione regolare). La squadra che si aggiudicherà tre gare si qualificherà per la Final Four.
| Squadra 1     | Totale | Squadra 2       | Gara 1 | Gara 2 | Gara 3 | Gara 4 | Gara 5 |
| ------------- | ------ | --------------- | ------ | ------ | ------ | ------ | ------ |
| CSKA Mosca    | 3 – 1  | Chimki          | 98–95  | 89–84  | 73–79  | 89–88  | —      |
| Panathīnaïkos | 1 – 3  | Real Madrid     | 95–67  | 82–89  | 74–81  | 82–89  | —      |
| Fenerbahçe    | 3 – 1  | Saski Baskonia  | 82–73  | 95–89  | 83–88  | 92–83  | —      |
| Olympiakos    | 1 – 3  | Žalgiris Kaunas | 78–87  | 79–68  | 60–80  | 91–101 | —      |

## Final Four
Le Final Four si sono svolte il 18 e il 20 maggio 2018 alla Kombank Arena di Belgrado. Semifinali e Finali sono state disputate su gara secca.

### Tabellone
|  | Semifinali      | Semifinali      | Semifinali |            |             | Finale          | Finale          | Finale          |  |
|  |                 |                 |            |            |             |                 |                 |                 |  |
|  | CSKA Mosca      | CSKA Mosca      | 83         |            |             |                 |                 |                 |  |
|  | CSKA Mosca      | CSKA Mosca      | 83         |            |             |                 |                 |                 |  |
|  | Real Madrid     | Real Madrid     | 92         |            |             |                 |                 |                 |  |
|  | Real Madrid     | Real Madrid     | 92         |            | Real Madrid | Real Madrid     | 85              |                 |  |
|  |                 |                 |            |            | Real Madrid | Real Madrid     | 85              |                 |  |
|  |                 |                 | Fenerbahçe | Fenerbahçe | 80          |                 |                 |                 |  |
|  | Fenerbahçe      | Fenerbahçe      | Fenerbahçe | Fenerbahçe | 80          | 76              |                 |                 |  |
|  | Fenerbahçe      | Fenerbahçe      |            |            |             | 76              |                 |                 |  |
|  | Žalgiris Kaunas | Žalgiris Kaunas | 67         |            |             | Finale 3º posto | Finale 3º posto | Finale 3º posto |  |
|  | Žalgiris Kaunas | Žalgiris Kaunas | 67         |            |             |                 |                 |                 |  |
|  |                 |                 |            |            |             |                 |                 |                 |  |
|  |                 |                 |            |            |             | CSKA Mosca      | CSKA Mosca      | 77              |  |
|  |                 |                 |            |            |             | CSKA Mosca      | CSKA Mosca      | 77              |  |
|  |                 |                 |            |            |             | Žalgiris Kaunas | Žalgiris Kaunas | 79              |  |

## Premi

### Riconoscimenti individuali
- Euroleague MVP:   Luka Dončić,  Real Madrid[19]
- Euroleague Final Four MVP:  Luka Dončić,  Real Madrid
- Rising Star Trophy:  Luka Dončić,  Real Madrid[20]
- Euroleague Best Defender:  Kyle Hines,  CSKA Mosca[21]
- Alphonso Ford Trophy:  Aleksej Šved,  Chimki[22]
- Aleksandr Gomel'skij Coach of the Year:   Pablo Laso,  Real Madrid[23]
- Gianluigi Porelli Euroleague Executive of the Year:  Paulius Motiejunas,  Žalgiris Kaunas[24]
- Magic Moment:  Jan Veselý,  Fenerbahçe[25]

### Quintetti ideali
- All-Euroleague First Team[26]
  -  Nick Calathes ( Panathīnaïkos)
  -  Nando de Colo ( CSKA Mosca)
  -  Luka Dončić ( Real Madrid)
  -  Tornik'e Shengelia ( Saski Baskonia)
  -  Jan Veselý ( Fenerbahçe)
- All-Euroleague Second Team[27]
  -  Sergio Rodríguez ( CSKA Mosca)
  -  Kevin Pangos ( Žalgiris Kaunas)
  -  Vasilīs Spanoulīs ( Olympiakos)
  -  Aleksej Šved ( Chimki)
  -  Paulius Jankūnas ( Žalgiris Kaunas)

### MVP del mese
| Mese     | Giornate | Giocatore          | Squadra         | Note   |
| 2017     | 2017     | 2017               | 2017            | 2017   |
| -------- | -------- | ------------------ | --------------- | ------ |
| Ottobre  | 1 – 4    | Luka Dončić        | Real Madrid     | [ 28 ] |
| Novembre | 5 – 10   | Nick Calathes      | Panathīnaïkos   | [ 29 ] |
| Dicembre | 10 – 15  | Paulius Jankūnas   | Žalgiris Kaunas | [ 30 ] |
| 2018     |          |                    |                 |        |
| Gennaio  | 16 – 20  | Nando de Colo      | CSKA Mosca      | [ 31 ] |
| Febbraio | 21 – 23  | Aleksej Šved       | Chimki          | [ 32 ] |
| Marzo    | 24 – 29  | Tornik'e Shengelia | Saski Baskonia  | [ 33 ] |
| Aprile   | 30 – PO4 | Brandon Davies     | Žalgiris Kaunas | [ 34 ] |

### Miglior giocatore della giornata
| Giornata | Giocatore              | Squadra          | PIR | Note   |
| -------- | ---------------------- | ---------------- | --- | ------ |
| 1        | Pierre Jackson         | Maccabi Tel Aviv | 41  | [ 35 ] |
| 2        | Erick Green            | Valencia         | 33  | [ 36 ] |
| 3        | Luka Dončić            | Real Madrid      | 41  | [ 37 ] |
| 4        | Luka Dončić (2)        | Real Madrid      | 35  | [ 38 ] |
| 5        | Nando de Colo          | CSKA Mosca       | 37  | [ 39 ] |
| 6        | Vladimir Štimac        | Anadolu Efes     | 29  | [ 40 ] |
| 7        | Errick McCollum        | Anadolu Efes     | 33  | [ 41 ] |
| 8        | Nick Calathes          | Panathīnaïkos    | 42  | [ 42 ] |
| 9        | Edgaras Ulanovas       | Žalgiris Kaunas  | 32  | [ 43 ] |
| 10       | Nando de Colo (2)      | CSKA Mosca       | 30  | [ 44 ] |
| 10       | James Gist             | Panathīnaïkos    | 30  | [ 44 ] |
| 11       | Aleksej Šved           | Chimki           | 35  | [ 45 ] |
| 12       | Vincent Poirier        | Saski Baskonia   | 35  | [ 46 ] |
| 13       | Aleksej Šved (2)       | Chimki           | 30  | [ 47 ] |
| 13       | Jamel McLean           | Olympiakos       | 30  | [ 47 ] |
| 14       | Cory Higgins           | CSKA Mosca       | 31  | [ 48 ] |
| 14       | Tornik'e Shengelia     | Saski Baskonia   | 31  | [ 48 ] |
| 15       | Luka Dončić (3)        | Real Madrid      | 37  | [ 49 ] |
| 16       | Malcolm Thomas         | Chimki           | 28  | [ 50 ] |
| 17       | Zoran Dragić           | Anadolu Efes     | 34  | [ 51 ] |
| 18       | Aleksej Šved (3)       | Chimki           | 33  | [ 52 ] |
| 19       | Brad Wanamaker         | Fenerbahçe       | 31  | [ 53 ] |
| 20       | Brad Wanamaker (2)     | Fenerbahçe       | 33  | [ 54 ] |
| 21       | Augustine Rubit        | Bamberger        | 34  | [ 55 ] |
| 22       | Jan Veselý             | Fenerbahçe       | 36  | [ 56 ] |
| 23       | Vasilīs Spanoulīs      | Olympiakos       | 29  | [ 57 ] |
| 23       | Dorell Wright          | Bamberger        | 29  | [ 57 ] |
| 24       | Tornik'e Shengelia (2) | Saski Baskonia   | 28  | [ 58 ] |
| 25       | Fabien Causeur         | Real Madrid      | 29  | [ 59 ] |
| 26       | James Feldeine         | Stella Rossa     | 32  | [ 60 ] |
| 27       | Nick Calathes (2)      | Panathīnaïkos    | 34  | [ 61 ] |
| 28       | Nikola Milutinov       | Olympiakos       | 29  | [ 62 ] |
| 28       | Ricky Hickman          | Bamberger        | 29  | [ 62 ] |
| 29       | Luka Dončić (4)        | Real Madrid      | 35  | [ 63 ] |
| 30       | Anthony Randolph       | Real Madrid      | 38  | [ 64 ] |

Playoff
| Giornata | Giocatore            | Squadra         | PIR | Note   |
| -------- | -------------------- | --------------- | --- | ------ |
| 1        | Nick Calathes (3)    | Panathīnaïkos   | 29  | [ 65 ] |
| 2        | Sergio Rodríguez     | CSKA Mosca      | 36  | [ 66 ] |
| 3        | Anthony Gill         | Chimki          | 29  | [ 67 ] |
| 3        | Aleksej Šved (4)     | Chimki          | 29  | [ 67 ] |
| 4        | Edgaras Ulanovas (2) | Žalgiris Kaunas | 27  | [ 68 ] |